# Florina (perifereiakí enótita)

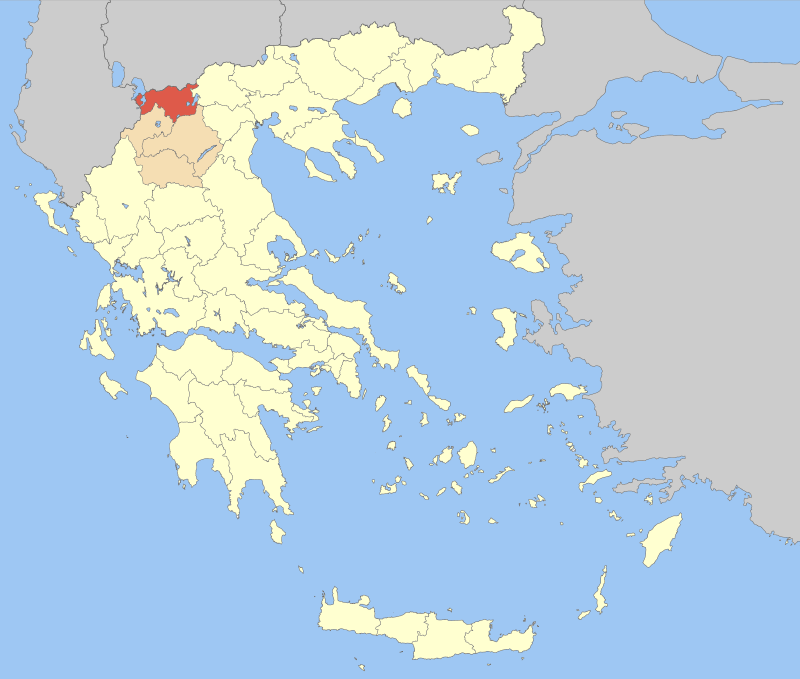
Florinas läge i Grekland.

Florina (grekiska Περιφερειακή ενότητα Φλώρινας) är en grekisk regiondel (perifereiakí enótita), till 2010 en prefekturen Nomós Florínis, i regionen Västra Makedonien. Regiondelen har cirka 54 768 invånare (2001) och huvudstaden är Florina. Den totala ytan är 1 924 km².

## Administrativ indelning
Regiondelen är indelad i tre kommuner. Före 2011 var prefekturen indelad i 8 kommuner och 4 samhällen.
- Dimos Amyntaio
- Dimos Florina
- Dimos Prespes